# Stensjön (Agunnaryds socken, Småland)
Stensjön är en sjö i Ljungby kommun i Småland och ingår i Helge ås huvudavrinningsområde. Sjön är 7,2 meter djup, har en yta på 5,41 kvadratkilometer och befinner sig 136 meter över havet. Sjön avvattnas av vattendraget Helge å. Vid provfiske har en stor mängd fiskarter fångats, bland annat abborre, björkna, braxen och faren.

## Delavrinningsområde
Stensjön ingår i det delavrinningsområde (629912-139836) som SMHI kallar för Utloppet av Stensjön. Medelhöjden är 150 meter över havet och ytan är 56,82 kvadratkilometer. Räknas de 8 avrinningsområdena uppströms in blir den ackumulerade arean 257,5 kvadratkilometer. Helge å som avvattnar avrinningsområdet har biflödesordning 2, vilket innebär att vattnet flödar genom totalt 2 vattendrag innan det når havet efter 157 kilometer. Avrinningsområdet består mestadels av skog (50 %), jordbruk (10 %) och sankmarker (21 %). Avrinningsområdet har 5,62 kvadratkilometer vattenytor vilket ger det en sjöprocent på 9,9 %.

## Fisk
Vid provfiske har följande fisk fångats i sjön:
| - Abborre - Björkna - Braxen - Faren - Gärs - Gädda - Gös - Karpfisk obestämd - Löja - Mört - Sarv | - Sutare |